# Cálices
Cálices são vias excretoras que fazem parte do sistema urinário, permitindo a passagem dos líquidos das pirâmides renais, de uma papila renal, formando a pelve renal. Os cálices estão constituídos por cálices menores e maiores.